# Angélica Morales Soriano
María Ángeles Morales Soriano, més coneguda com a Angélica Morales, (Terol, 14 d'agost de 1970) és una escriptora, actriu i directora teatral espanyola.

## Biografia
Nascuda a Terol l'any 1970 i afincada a Osca, la seva formació inclou estudis d'història i d'art dramàtic. És llicenciada en Història Antiga per la Universitat de València, diplomada en escriptura jeroglífica per la Facultat de Teologia Sant Vicent Ferrer de València i, també, diplomada en art dramàtic per l'Escola de l'Actor de València.
Ha participat en nombroses produccions teatrals, com a intèrpret i directora i la seva posada en escena ha estat reconeguda amb diversos premis i nominacions, consolidant-la com una figura destacada en el panorama teatral espanyol. Va fundar la seva pròpia companyia, La dona bàsica, amb la qual ha produït i dirigit diverses obres. Entre elles destaca Más sola que la una, escrita i dirigida per Morales, que el 1999 va rebre el premi a la millor actriu i el segon premi al millor muntatge en el IV Certamen Nacional de Teatre de Butxaca celebrat a Logronyo i el 2000 el premi a la millor actriu en el Festival de Teatre de Foios. Igualment, ha format part de la companyia Donas Móviles i ha dirigit el Grup de Teatre Universitari En Obras de la Universitat de Saragossa.
Pel que fa al cinema, també ha treballat com a actriu de repartiment en els llargmetratges de Vicente Aranda, Celos, (1999) i Juana la loca (2001). Així mateix, ha estat actriu protagonista en diversos curtmetratges i migmetratges, com a Amante, dirigit per Víctor Lope Salvador (1989) o A la deriva (Treibgut) (2009), de Franziska Löwe (Escola de Cinema de Berlín).

## Literatura
El 2006 va iniciar la seva carrera literària amb la publicació de Benedicto XIII, el papa Luna: El hombre que fue piedra, una biografia novelada centrada en la figura del Papa Lluna.
El 2011 va publicar el seu primer poemari Desmemòria, que va resultar guanyador del Premi Internacional de Poesia Miguel Labordeta atorgat pel Govern d'Aragó i que va ser un dels finalistes del Premi Ausias March al millor poemari de 2012. Des de llavors ha conreat principalment la poesia, rebent diversos premis.
L'any 2017, la seva novel·la Mujeres rotas va ser seleccionada entre les deu finalistes al Premi Planeta.

## Premis literaris
- Premio Internacional de Poesía Miguel Labordeta (2011)[9]
- Premio Internacional de Poesía Ciudad de Las Palmas de Gran Canaria (2013)[12]
- IX Concurso Literario Internacional Ángel Ganivet (2015)[13]
- XLVIII Premi Ciutat d'Alcalá de Poesia (2017)[14]
- XVII Premi de Poesia Vicente Núñez (2017)[15]
- 42 Premi Vila de Martorell (2017)[11]
- XXVII Premio Nacional de Poesía Poeta Mario López (2019)[16]
- V Premio Internacional de Poesía Gabriel Celaya (2021)[17]
- XXXIV Premio Santa Isabel de Portugal de Poesía (2024)[18]

## Obra publicada

### Narrativa
- Benedicto XIII, el papa Luna: El hombre que fue piedra (2006, Editorial Delsan)
- Piel de lagarta (2007, Editorial Certeza)
- Amar en martes (2009, Editorial Certeza)
- La huida del cangrejo (2010, Editorial Mira)
- Palillos chinos (2015, Editorial Mira)
- Mujeres rotas (2018, Editorial TerueliGRáfica)
- Tú serás la siguiente (2021)
- Muerte de una youtuber (2022)
- Bozal de perro (2022)
- La casa de los hilos rotos (Destino, 2023)

### Poesia
- Desmemoria (2012, editado por el Gobierno de Aragón)
- Asno mundo (2014, editado por el Ayuntamiento de Las Palmas de Gran Canaria)
- Monopolios (2014, editado por Prensas de la Universidad de Zaragoza)
- Pecios (2016, editado por GEEPP Ediciones)
- España toda (2018, editado por Hiperión)
- Las niñas cojas (2019, Ediciones En Huida)
- El sueño de la iguana (2020, Utopía Libros)
- #Medea ha vuelto (2021, Pregunta Ediciones)
- Mi padre cuenta monedas (2022, Ediciones El Gallo de Oro)